# Il ragazzo dal kimono d'oro
Pour plus de détails, voir Fiche technique et Distribution.
Il ragazzo dal kimono d'oro, également connu sous son titre anglais Karate Warrior, est un film d'arts martiaux italien réalisé par Fabrizio De Angelis et sorti en 1987. Le film est inspiré de Karaté Kid : Le Moment de vérité (1984) et a donné naissance à une saga composée de cinq autres films (dont seul le premier, Il ragazzo dal kimono d'oro 2, est sorti au cinéma) et d'une série télévisée, tous produits et réalisés par De Angelis.

## Synopsis
Anthony Scott est un jeune homme de 16 ans qui se rend à Manille pour revoir son père Paul. Il y rencontre Mary, dont la famille, comme tant d'autres, est intimidée par la bande de Quino, un combattant d'arts martiaux, champion invaincu des tournois de karaté depuis cinq ans. Anthony remarque les prouesses de Quino, mais ne sait pas qu'il est aussi susceptible, ce qui explique que les deux en viennent bientôt aux mains et qu'Anthony manque de se faire tuer ; Le sauvant et soignant ses blessures, Maître Kimura, un ermite qui vit dans la forêt depuis qu'il s'est rendu compte que ses enseignements étaient utilisés par des élèves comme Quino pour blesser des gens, plutôt que d'être pratiqués dans des compétitions sportives comme un art de l'esprit et du corps. Kimura dit à Anthony qu'il lui enseignera le karaté sur l'ordre des dieux afin qu'il puisse affronter Quino une seconde fois et gagner ; le mouvement le plus important que Kimura lui enseigne est le « coup du dragon ». Une fois de retour auprès de sa famille, Anthony est prêt à affronter Quino dans un tournoi et à prendre sa revanche.

## Fiche technique
- Titre original italien : Il ragazzo dal kimono d'oro[2]
- Réalisateur : Fabrizio De Angelis (sous le nom de « Larry Ludman »)
- Scénario : Fabrizio De Angelis (sous le nom de « Larry Ludman »), Dardano Sacchetti (sous le nom de « David Parker jr. »)
- Photographie : Giuseppe Pinori (it)
- Montage : Alberto Moriani (it)
- Musique : Simon Boswell
- Effets spéciaux : Rene Abadeza
- Costumes : Joey Luna
- Maquillage : Franco Di Girolamo
- Production : Fabrizio De Angelis
- Société de production : Fulvia Film
- Pays de production :  Italie
- Langues originales : anglais, italien
- Format : Couleurs - Son mono - 35 mm
- Durée : 85 minutes
- Genre : Film d'arts martiaux
- Dates de sortie :
  - Allemagne de l'Ouest : août 1987
  - Italie : 3 septembre 1987[3]

## Distribution
- Kim Rossi Stuart : Anthony Scott
- Ken Watanabe : Maître Kimura
- Enrico Torralba : Quino
- Jannelle Barretto : Maria
- Jared Martin : Paul Scott
- Janet Agren : Julia Scott